# Барышня Жужи
«Барышня Жужи» (венг. Zsuzsi kisasszony) — оперетта венгерского композитора Имре Кальмана, написанная в 1915 году, на либретто Микши Броди и Ференца Мартоша. Премьера состоялась 27 февраля 1915 года в Вигсинхаз в Будапеште.

## Постановки
«Барышня Жужи» выдержала 78 представлений в Будапеште. Американским продюсерам хотелось поскорее перенести новую оперетту Кальмана за океан. Уже в 1916 году состоялась премьера оперетты на английском языке на Бродвее под названием «Miss Springtime» (рус. Мисс Весна). Это укрепило позиции Кальмана как лучшего зарубежного композитора, чьи произведения ставились на Бродвее. После этого Кальман задумал показать свою оперетту в Вене. 
Поскольку «Барышня» была принята в Будапеште хорошо, но не восторженно, композитор решил переработать её. Совместно с либреттистами Артуром Вилнером и Рудольфом Остеррайхером они создали абсолютно новое произведение под названием «Фея карнавала» (нем. Die Faschingsfee). Её премьера состоялась 21 сентября 1917 года на сцене Иоганн-Штраус-театра в Вене. Эта оперетта была принята с большим успехом, и вскоре была переведена на венгерский язык и вновь поставлена в Будапеште. Таким образом, «Барышня Жужи» в своем изначальном виде больше не ставилась.

## Сюжет
Действующие лица

- Жужи (лирическое сопрано)
- Фальсетти (тенор)
- Питерфи (лирический тенор)
- Динье (тенор)
- Серафина (сопрано)
- Прибицей (тенор)
- Лоффен (тенор)

Акт 1

Действие происходит в 1915 году в маленьком городке в Венгрии. В городе праздник в честь местной добровольной пожарной команды. На этот праздник ожидается прибытие земляка, известного оперного певца Фальсетти. Он приезжает вместе с композитором Лоффеном и его супругой Серафиной, которая влюблена в Фальсетти. Фальсетти увлекается Жужи, приёмной дочерью директора почты Прибицея, помолвленной с издателем местной газеты Питерфи. Жужи уезжает с Фальсетти в Будапешт, где он обещает сделать из неё звезду.
Акт 2

Жужи живёт с Фальсетти в Будапеште, но всё больше разочаровывается в нём. Он не обращает внимания на девушку — готовится к роли Отелло. Серафина, мучаясь от ревности, рассказывает Жужи, что Фальсетти поспорил на неё. Динье, друг Питерфи, крадёт у Фальсетти талисман. Будучи суеверным, Фальсетти уверен, что не сможет больше никогда петь.
Акт 3

Маленький городок. Подавленный Фальсетти объявляет, что больше никогда не будет петь. Жужи мирится с Питерфи, и, пожалев Фальсетти, возвращает ему талисман. Певец вновь обретает уверенность в себе и возвращается на сцену. В Маленьком городке снова мир и спокойствие.